# Acid digalic
Acidul digalic este un acid fenolic și polifenol regăsit în specia Pistacia lentiscus. Se regăsește și în structura acidului tanic. Esterii săi digaloil prezintă legături de tip depsidă în pozițiile -meta sau -para ale nucleului aromatic.
Tanaza este o enzimă care catalizează degradarea digalaților la acid galic. Enzima produce și acid digalic din galotaninuri.